# Darrell Gallagher
Darrell Gallagher é um diretor e designer de jogos eletrônicos na The Initiative, e é conhecido pelos seus trabalhos de ter sido diretor e chefe da Crystal Dynamics nos jogos da franquia Tomb Raider. Darrell também foi uma das principais mentes da Rockstar North durante 8 anos, sendo diretor de design na franquia GTA, e nos polêmicos e aclamados Bully e Manhunt.
Quando se juntou a Rockstar Games em 2001, Darrell tinha acabado de sair da Sony Corporation, depois de ter sido Chefe Criativo por 5 anos, guiando e apoiando os setores PlayStation em estúdios como a Naughty Dog a tomar uma nova direção após ter sido adquirida pela Sony Computer Worldwide Studios, dando criatividade apoio de conhecimento para o começo das ideias na franquia de jogos Uncharted. Logo após ter se juntado na Rockstar, o designer subiu de patamar e foi responsável por grandes criações nos mundos de jogos que conhecemos hoje como a franquia Grand Theft Auto, com ele tendo participado principalmente na produção de GTA Vice City e GTA San Andreas, duas das maiores entradas da aclamada franquia.
Após estes jogos, e de ter supervisionado por 1 ano e meio na criação de Bully e Manhunt 1 e 2, Darrell foi se juntar a uma das empresas mais antigas de jogos atuais, a Crystal Dynamics, se tornando nesta empresa o seu maior ápice, onde se consagrou como Diretor Criativo e Geral, além de Chefe do estúdio, onde liderou nas franquias Tomb Raider e Deus Ex de 2009 a 2016. Logo após estes jogos, Darrell deixou a empresa para se juntar a Activision, onde se tornou Vice-Presidente executivo e Chefe de criação em Destiny 2 e na franquia Call of Duty.
Atualmente, Darrell Gallagher foi contratado pela Microsoft, sendo Head of Studio, Diretor Criativo e Produtor Executivo do novíssimo estúdio dos Xbox Game Studios em 2018. Este estúdio é a The Initiative, que está responsável por criar experiências narrativas e de altíssimo orçamento para compor a gama de jogos Exclusivos para os consoles Xbox.Além de Darrell, o estúdio The Initiative também conta com funcionários de altíssimo escalão da indústria, como Drew Murray, Brian Westergaard, Chris O'Neill e Ryan Duffin, mentes criativas e de alto nível que vieram da Insomniac Games, Rockstar San Diego, Naughty Dog, BioWare, Respawn, e outros estúdios.

## Trabalhos
| Ano  | Título                                               | Crédito                                             |
| ---- | ---------------------------------------------------- | --------------------------------------------------- |
| 1999 | Formula One 99                                       | Artista de veículos                                 |
| 2000 | Destruction Derby Raw                                | Artista de texturas                                 |
| 2001 | Formula One 2001                                     | Artista de texturas                                 |
| 2004 | Destruction Derby Arenas                             | Agradecimentos especiais                            |
| 2006 | Tomb Raider: Legend                                  | Diretor de arte; Diretor técnico                    |
| 2007 | Tomb Raider: Anniversary                             | Diretor de criação; Diretor de arte                 |
| 2008 | Tomb Raider: Underworld                              | Diretor de criação; Diretor de arte                 |
| 2010 | Lara Croft and the Guardian of Light                 | Chefe do estúdio                                    |
| 2011 | The Tomb Raider Trilogy                              | Chefe do estúdio                                    |
| 2011 | Deus Ex: Human Revolution                            | Presidente e Chefe de desenvolvimento               |
| 2013 | Tomb Raider 2013                                     | Chefe do estúdio; Diretor de criação                |
| 2014 | Lara Croft and the Temple of Osiris                  | Presidente e Chefe de desenvolvimento               |
| 2014 | Thief 2014                                           | Presidente e Chefe de desenvolvimento               |
| 2014 | Murdered: Soul Suspect                               | Agradecimentos especiais                            |
| 2015 | Rise of the Tomb Raider                              | Chefe do estúdio; Diretor de criação                |
| 2015 | Lara Croft: Relic Run                                | Presidente e Chefe de desenvolvimento               |
| 2015 | Lara Croft GO                                        | Presidente e Chefe de desenvolvimento               |
| 2016 | Hitman 2016                                          | Presidente e Chefe de desenvolvimento               |
| 2016 | Deus Ex: Mankind Divided                             | Presidente e Chefe de desenvolvimento               |
| 2016 | Rise of the Tomb Raider 20 Year Celebration          | Chefe do estúdio; Diretor de criação                |
| 2016 | Skylanders: Imaginators                              | Vice-Presidente; Chefe de desenvolvimento           |
| 2016 | Call of Duty: Infinite Warfare                       | Vice-Presidente; Chefe de desenvolvimento           |
| 2017 | Crash Bandicoot N. Sane Trilogy                      | Vice-Presidente; Chefe de desenvolvimento           |
| 2017 | Call of Duty: WWII                                   | Vice-Presidente; Chefe de desenvolvimento           |
| 2017 | Call of Duty: Modern Warfare Remastered              | Vice-Presidente; Chefe de desenvolvimento           |
| 2017 | Destiny 2                                            | Vice-Presidente; Chefe de desenvolvimento           |
| 2018 | Call of Duty: Black Ops 4                            | Vice-Presidente; Chefe de desenvolvimento           |
| 2019 | Sekiro: Shadows Die Twice                            | Desenvolvimento adicional; Agradecimentos especiais |
| 2019 | Call of Duty: Modern Warfare                         | Desenvolvimento adicional; Agradecimentos especiais |
| 2020 | Call of Duty: Modern Warfare 2 - Campaign Remastered | Desenvolvimento adicional; Agradecimentos especiais |